# Wrecking Crew
Wrecking Crew är ett TV-spel till Nintendo Entertainment System som lanserades 1985.
Spelet är gjort för en eller två spelare. Spelaren kontrollerar antingen Mario eller Luigi som behöver hjälp med att demolera olika byggstenar som förekommer i varierande styrka på olika banor. Då alla byggstenar förstörts av Marios hammare flyttas spelaren till nästa nivå. Många av banorna har olika typer av pussel; till exempel att spelaren måste hitta rätt väg för att nå alla byggstenar så att ingen blir kvar, eller att ta rätt väg för att inte bli faststängd. Olika slags robotar utgör hinder i spelet. Det finns 100 banor i spelet, och det går även att bygga nya banor av olika byggstenar för att sedan spela dessa.